# Ortobicúpula pentagonal elongada
En geometría, la ortobicúpula pentagonal elongada es uno de los sólidos de Johnson (J38). Como sugiere su nombre, puede construirse elongando una ortobicúpula pentagonal (J30) insertando un prisma decagonal entre sus dos mitades congruentes. Al rotar una de las cúpulas 36 grados respecto de la otra antes de insertar el prisma se obtiene una bicúpula pentagonal elongada (J39).
Los 92 sólidos de Johnson fueron nombrados y descritos por Norman Johnson en 1966.